# Тяпкин, Марк Валерианович
Марк Валерианович Тяпкин (25 декабря 1927 года — 21 июня 2020 года, Москва) — инженер, разработчик доктор технических наук, выпускник МЭИ. Лауреат Государственной премии. Награждён Орденом Трудового Красного Знамени.

## Биография
Родился 25 декабря 1927 года. Его родители изначально жили в Курской и Орловской областях, но образование получили в Москве. Отец работал в сфере экономики, а мать — переводчиком и библиотекарем в Торговой палате. Она знала немецкий, французский и английский языки. Получила образование в Институте благородных девиц. Марк вместе с матерью жил в доме неподалеку от Курского вокзала.
Когда Марку было 14 лет, началась война. Мать перешла работать в военный госпиталь. Отец ушёл на фронт и не вернулся.
В 1944 году окончил московскую среднюю школу. № 330
После окончания школы поступил в Московский энергетический техникум. Параллельно с этим начал работать курьером и получил рабочую карточку, по которой людям выдавалось минимальное питание.
В 1945 году начал учиться на подготовительных курсах Московского энергетического института. В 1946 году поступил на первый курс МЭИ. Среди его преподавателей был С. А. Лебедев. Преддипломную практику проходил в Институте точной механики и вычислительной техники вместе с Всеволодом Сергеевичем Бурцевым, Андреем Андреевичем Соколовым, Валерием Лаутом. Темой его дипломной работы стала разработка и макетирование одного из устройств БЭСМ.
В 1952 году окончил МЭИ по специальности «Автоматические и измерительные установки».
После окончания учёбы начал работать в ИТМиВТ. В 1956 году Марка Тяпкина наградили орденом Трудового Красного Знамени как участника создания ЭВМ «БЭСМ АН СССР». В 1969 году Марк Тяпкин стал лауреатом Государственной премии как участник разработки ЭВМ БЭСМ-6, в ней Марк Тяпкин разработал арифметическое устройство и накопитель на магнитных лентах.
Первой самостоятельной работой стала разработка магнитного барабана для БЭСМ.
Марк Тяпкин стал доктором технических наук в 1987 году, диссертацию не защищал — научную степень присвоили за совокупность разработок, так как он участвовал в создании большинства электронно-вычислительных машин, над которым работало первое отделение ИТМиВТ им. С. А. Лебедева.

## Награды и звания
- Два ордена Трудового Красного Знамени:
  - 1956 год — как участник создания ЭВМ «БЭСМ АН СССР»;
  - 1982 год — за участие в разработке МВК «Эльбрус-1»[1];
- Государственная премия СССР (1969 год) — как участник разработки ЭВМ БЭСМ-6[1][5];
- Премия Совета Министров СССР (1991 год) — за участие в разработке «Эльбрус −1КБ»[1];
- Премия имени С. А. Лебедева АН УССР (1989 год).